# Kateryna Hornostaj
Kateryna Pawliwna Hornostaj (ukr. Катерина Павлівна Горностай; ur. 15 marca 1989 w Łucku) – ukraińska reżyserka i scenarzystka filmowa.

## Życiorys
Urodziła się w rodzinie psychoterapeutów – Switłany Waskiwśkiej i Pawło Hornostaja. Jest wnuczką naukowca Petro Hornostaja. W 1994 roku przeprowadziła się do Kijowa.

### Edukacja
Ukończyła studia wyższe w Ukrainie – w 2010 otrzymała dyplom Wydziału Przyrodniczego, a w 2012 ukończyła studia magisterskie na kierunku dziennikarstwo w Kijowsko-Mohylańskiej Akademii.
Drugie wykształcenie zdobyła w Rosji, studiując w latach 2012–2013 w Moskiewskiej Szkole Reżyserii Filmu Dokumentalnego i Teatru Dokumentalnego Mariny Razbieżkiny i Michaiła Ugarowa. W dzieciństwie, za namową matki, ukończyła szkołę muzyczną.

### Kariera filmowa
Zadebiutowała w 2013 na Międzynarodowym Festiwalu Filmowym Molodist w Kijowie, prezentując film Miż nami (2013), który spotkał się z pozytywnymi recenzjami. Krytycy uznali go za jedną z najlepszych ukraińskich krótkometrażówek roku, a Anastasija Osipenko określiła styl reżyserki jako „szczere kino dokumentalne” i „oryginalne kobiece spojrzenie na rzeczywistość”.
Podczas Euromajdanu dokumentowała wydarzenia, a jej materiały zostały wykorzystane w filmach Euromajdan. Surowy montaż (2014) oraz Skriz´ Majdan (2015), który zdobył nagrodę specjalną festiwalu DocuDays UA.
W 2015 zadebiutowała w filmie fabularnym krótkometrażową produkcją Widalik, która zdobyła cztery nagrody na międzynarodowych festiwalach filmowych. Podczas ceremonii wręczenia nagród na festiwalu Kinoszok w Anapie w 2015 publicznie wezwała do uwolnienia ukraińskiego reżysera Ołeha Sencowa, więzionego w Rosji.
Jej pełnometrażowy debiut fabularny Przystanek - Ziemia powstał w latach 2019–2021 przy wsparciu Państwowej Agencji ds. Kina oraz Ukraińskiego Fundacji Kultury. W 2021 film zdobył nagrodę na 71. Międzynarodowym Festiwalu Filmowym w Berlinie.
W 2022 otrzymała Narodową Nagrodę im. Tarasa Szewczenki.
W 2025 Horniostaj wyreżyserowała film dokumentalny Striczka czasu, ukazujący proces edukacji szkolnej w Ukrainie podczas pełnoskalowej wojny z Rosją. Film został włączony do głównego konkursu Międzynarodowego Festiwalu Filmowego w Berlinie, co stanowiło pierwszy taki przypadek dla ukraińskiego filmu od 1997.